# Justin Hires
Justin Hires (* 24. června 1985, St. Petersburg, Florida, Spojené státy americké) je americký herec a komik. Nejvíce se proslavil rolí v seriálu Rush Hour. Od roku 2016 hraje jednu z hlavních rolí v seriálu stanice CBS MacGyver.

## Životopis
Hires se narodil v St. Petersburgu na Floridě . Je synem Barbary Hires, která pracovala ve škole v Pinelass Country. Navštěvoval Gibbs High School, kde odmaturoval. Na univerzitě Clark Atlanta University získal titul bachelor of arts.

## Kariéra
Na začátku své filmové kariéry získal menší role ve filmech Gospel a Divoký Stomp. V roce 2015 se připojil k obsazení seriálu Rush Hour jako detektiv James Carter. V roce 2016 přijal roli do seriálu MacGyver.

## Filmografie
| Rok  | Název                   | Role      | Poznámky |
| ---- | ----------------------- | --------- | -------- |
| 2005 | Gospel                  | Youngster |          |
| 2007 | Divoký Stomp            | Byron     |          |
| 2012 | 21 Jump Street          | Juario    |          |
| 2013 | Slightly Single in L.A. | Bar Guy   |          |
| 2014 | 10 Cent Pistol          | Jayson    |          |

| Rok             | Název         | Role                  | Poznámky    |
| --------------- | ------------- | --------------------- | ----------- |
| 2012–2015       | Key and Peele | Laronovo kamarád      | 4 díly      |
| 2016            | Rush Hour     | Detektiv James Carter | hlavní role |
| 2016-současnost | MacGyver      | Wilt Bozer            | hlavní role |